# Bartolomé de Carranza
Bartolomé de Carranza y Miranda OP (1503, Miranda de Arga – 2. května 1576, Řím) byl španělský římskokatolický duchovní, teolog, účastník Tridentského koncilu, arcibiskup v Toledu a jedna z nejznámějších obětí španělské inkvizice.

## Život
Pocházel ze šlechtického rodu, studoval na univerzitě v městě Alcalá de Henares a v roce 1520 vstoupil do dominikánského řádu. Od roku 1528 byl profesorem teologie na řádové koleji ve Valladolidu. Koncem 30. let jej delegovali na generální konvent dominikánského řádu do Říma. Během konventu vystupoval s tak skvělými projevy, že zaujal i papeže Pavla III. Na žádost císaře Karla V. byl jmenován do delegace španělského duchovenstva na tridentský koncil (1546). Na koncilu se přimlouval za přísnější řád v katolické církvi. Po přerušení koncilních jednání se v roce 1552 vrátil do Valladolidu. V roce 1554 se odebral s infantem Filipem, chotěm Marie I. Tudorovny, do Anglie, kde měl spolu s kardinálem Polem pomáhat panovnici při rekatolizaci země. Usiloval o vyhubení protestantismu tak horlivě, že jej královna jmenovala svým zpovědníkem. Osvědčil se nejen jako kazatel a organizátor náboženského života, ale i jako organizátor náboženských procesů, z nichž nejeden skončil rozsudkem smrti. Nejvýznamnější z jeho obětí byl arcibiskup Thomas Cranmer, jenž byl upálen 21. března 1556.
V roce 1557 Carranza odešel do Nizozemí, kde tehdy sídlil dvůr krále Filipa II., a král ho jmenoval arcibiskupem toledským (1557, biskupské svěcení 1558). V roce 1558 vydal v Antverpách španělský katechismus s názvem Commentarios sobre el catecismo cristiano (Komentář ke křesťanskému katechismu). V témže roce se vrátil do Španělska a byl povolán k loži umírajícího císaře Karla V. Carranza však měl mocné nepřátele a během roku 1558 ho začala vyšetřovat španělská inkvizice. Byl obviňován, že císaře Karla V. odvrátil od pravé víry, že některá jeho kázání obsahovala skrytou kritiku inkvizice, že tajně sympatizuje s určitými názory Martina Luthera a že jeho spisy obsahují obhajobu Lutherova kacířského učení. Byl prozkoumán Carranzův právě vydaný španělský katechismus a bylo konstatováno, že obsahuje několik desítek heretických článků a další desítky vět podezřelých. Ve skutečnosti chtěl autor zřejmě jen zdokonalit katolickou argumentaci a hledal nové formulace, které by lépe odolávaly protestantské kritice. Dne 22. srpna 1559 byl arcibiskup Carranza zatčen a uvězněn.
Osm let byl vězněn ve Španělsku a teprve v roce 1557 pohnul papež Pius V. krále Filipa II. k tomu, aby souhlasil s převozem obviněného arcibiskupa do Říma. V Římě pak byl vězněn dalších devět let, protože nechtěl nic odvolat a trval na veřejné rehabilitaci. Papežská kurie si však nechtěla pohněvat mocného Filipa II., který Carranzu považoval za úlisného zrádce pravé víry, jenž se kdysi vetřel do jeho přízně, a tak se proces prodlužoval. Carranza nakonec musel ustoupit. Papež Řehoř XIII. dne 14. dubna 1576 rozhodl, že arcibiskup musí odvolat šestnáct lutersky znějících vět a nesmí vykonávat pět let arcibiskupskou funkci. Carranza odvolal, byl propuštěn z vězení a už jako svobodný muž se ubytoval v dominikánském klášteře. Své pokání měl projevit tím, že navštíví sedm římských poutních kostelů. Poté, co navštívil první kostely, onemocněl a 2. května 1576 zemřel.
Carranzův spis Commentarios sobre el catecismo cristiano zařadila katolická církev na Index zakázaných knih. Zůstal na něm až do konce 19. století, zmiňuje ho ještě Index z roku 1892. Od roku 1900 přestaly být v Indexu uváděny spisy, které byly zavrženy před rokem 1600; v Indexech vydaných ve 20. století se proto Carranzovo jméno již nenachází.